# Jesper Vigant
Jesper Vigant (født 5. februar 1963) er en dansk skuespiller.
Vigant er uddannet fra Skuespilskolen ved Aarhus Teater i 1987.

## Filmografi
- Manden bag døren (2003)
- Ørnen (2004)
- Springet (2005)
- Rich kids (2007)